# FC Schalke 04 (Handball)
Der Fußballclub Gelsenkirchen-Schalke 04 e. V., allgemein bekannt als FC Schalke 04, ist ein deutscher Sportverein aus dem Gelsenkirchener Stadtteil Schalke, dessen Handballabteilung in der Oberliga Westfalen spielte.

## Geschichte
Die Wurzeln der Handballabteilung liegen in der Leichtathletikabteilung des Vereins, als der damalige Abteilungsleiter der Leichtathletikabteilung des FC Schalke 04 beschloss, den Handballsport als Ausgleich für seine Athleten einzuführen. Am 7. November 1926 begann schließlich der offizielle Spielbetrieb, mit einem Freundschaftsspiel gegen den SuS Schalke 96.
Im Jahr 1929 wurde der FC Schalke 04 Gaumeister und spielte anschließend, bis zum Beginn des Zweiten Weltkrieges, in der höchsten deutschen Liga.
Nachdem der Spielbetrieb im Krieg mangels Spielern eingestellt werden musste, wurde im Jahr 1946 der Handballsport im Verein in der untersten Klasse wieder aufgenommen. Erster Abteilungsleiter nach dem Neubeginn wurde der Journalist und ehemalige Spieler Paul Schnitzspan.
Nach dem Aufstieg in die Landesliga (2. Liga) 1953 gelang 1958 und 1960 für jeweils ein Jahr die Rückkehr in die Oberliga West (1. Liga). Ende 1974 wurde der Feldhandball im Verein eingestellt und weiterhin nur noch Hallenhandball gespielt.
Hier stieg die Mannschaft 1987 in die Verbandsliga und 1988 in die Oberliga Westfalen auf. Nach dem direkten Wiederabstieg blieben die Handballer bis 2018 in der Verbands- bzw. Landesliga.
Zwischen 2009 und 2014 bildeten der FC Schalke 04 und der SuS Schalke 96 die Handball-Spielgemeinschaft HSG Schalke 04/96. Zur Saison 2014/15 wurde die Handball-Abteilung der SuS aufgelöst und die Mannschaften starteten zu Saisonbeginn wieder als FC Schalke 04.
Am 7. Mai 2015 gewann der FC Schalke 04 den Kreispokal. In der Saison 2015/16 stieg die Mannschaft in die Verbandsliga auf und gewann erneut den Kreispokal. In der Saison 2017/18 folgte der Aufstieg in die Oberliga.

## Erfolge
- Gaumeister: 1929 (Feldhandball)
- Erstligazugehörigkeit: 1929–1939, 1958, 1960 (Feldhandball)
- Aufstieg in die Oberliga: 1988, 2018 (Hallenhandball)
- Kreispokal: 2015, 2016 (Hallenhandball)

## Weitere Mannschaften
- 2 Herrenmannschaften:
  - 2. Herren (Bezirksliga), 3. Herren (1. Kreisklasse)
- Eine Damenmannschaft:
  - Kreisliga
- 7 Jugendmannschaften:
  - A bis E-Jugend männlich, B-Jugend weiblich, F-Jugend gemischt, Minis (Basis für E und F-Jugend)